# Ашхабадская область
Ашхаба́дская область — административная единица на территории Туркменской ССР, существовавшая в 1939—1959 и 1973—1988 годах.
В 1992 году на территории бывшей области образован Ахалский велаят со столицей сначала в городе Ашхабаде, позже — Ашхабад выведен в отдельную административную единицу, а центром велаята стал Аннау.
Площадь — 95,4 тыс. км². Население — 875 тыс. чел. (1987 год), в том числе городское — 62 %. Административно состояла из 8 районов, включала 2 города, 12 пгт (1987).
Административный центр — город Ашхабад.
Большая часть территории — низменная равнина, занята пустыней Каракумы, на юге — средневысотные горы Копетдаг.

## Административное деление
Указом Президиума Верховного Совета СССР от 21 ноября 1939 года область была создана, со включением городов Ашхабад, Кизил-Арват и 11 районов: Ашхабадского, Бахарденского, Геок-Тепинского, Ербентского, Каахкинского, Кара-Калинского, Кизыл-Арватского, Кизыл-Атрекского, Кировского, Серахского и Тедженского.
В 1941 году упразднён Ербентский район. Через 2 года Кизыл-Атрекский район передан в Красноводскую область.
В 1947 году из упразднённой Красноводской области в Ашхабадскую переданы Гасан-Кулийский, Казанджикский, Кизыл-Атрекский и Красноводский районы. В 1951 году образованы Кум-Дагский и Челекенский районы.
В 1952 году Гасан-Кулийский, Казанджикский, Кизыл-Атрекский, Красноводский, Кум-Дагский и Челекенский районы вновь отошли к Красноводской области. В 1955 году, когда Красноводская область снова была упразднена, эти районы вернулись обратно в Ашхабадскую область. Через год Кум-Дагский и Челекенский районы были упразднены. 25 мая 1959 года Ашхабадская область упразднена.
27 декабря 1973 года Ашхабадская область восстановлена и разделена на 6 районов: Ашхабадский, Бахарденский, Геок-Тепинский, Каахкинский, Серахский и Тедженский. В 1975 году образован Кировский район. В 1977—1988 существовал Гяурский район. 25 августа 1988 область снова упразднена.

## Население
В 1939 году в области проживало 367,6 тыс. человек. В том числе туркмены — 58,3 %; русские — 28,1 %; армяне — 2,6 %; украинцы — 2,4 %; азербайджанцы — 1,5 %; татары — 1,2 %; иранцы — 1,1 %. К 1987 году население области увеличилось до 875 тыс. чел.

## Природа
Климат — резко континентальный. Главная река — Теджен. Каракумский канал.

## Экономика
- Развиты машиностроение (в том числе нефтяное, химическое, электро-техническое) и металлообработка, лёгкая (текстильная, обувная и другие), пищевкусовая (в том числе переработка винограда) отрасли промышленности, производство стройматериалов (цемент, стекло).
- Основные промышленные предприятия — в городах Ашхабад, Теджен, Бабадайхан.
- Земледелие, в основном, поливное (Каракумский канал). Возделывают хлопчатник, зерновые и овоще-бахчевые культуры. Плодоводство. Виноградарство. Разводят овец (в том числе каракульских), крупный рогатый скот, племенных лошадей, птицеводство. Шелководство.
- Курорты: Фирюза, Арчман.